# 安江町
安江町（やすえちょう）は、石川県金沢市の現行行政地名。丁目を持たない単独町名であり、全域で住居表示実施済み。

## 地理
隣は、武蔵町、袋町、本町、笠市町。
本町、此花町、袋町、武蔵町の中間に位置している。

## 世帯数と人口
2022年（令和4年）8月1日現在の世帯数と人口は以下のとおりである。
| 町丁   | 世帯数  | 人口  |
| ------ | ------- | ----- |
| 安江町 | 417世帯 | 793人 |

## 小・中学校の学区
市立小・中学校に通う場合、学区は以下のとおりとなる。
| 番・番地等 | 小学校             | 中学校             |
| --- | ------------------ | ------------------ |
| 1番1号～1番10号、1番32号～1番41号、11番2号～11番34号、12番3号～12番33号、13番3号～13番28号、14番1号～14番5号、14番20号～14番23号、15番3号～15番6号 | 金沢市立中央小学校 | 金沢市立長町中学校 |
| 番11号～1番31号、2番～11番1号、11番35号～12番2号、12番34号～13番2号、13番29号～13番32号、14番6号～14番19号、15番1号、15番2号、15番7号～19番14号    | 金沢市立明成小学校 | 金沢市立長町中学校 |

## 交通

### 鉄道
町内に鉄道駅はない。

### バス
- 金沢ふらっとバス此花ルート　東別院表参道口、東別院、武蔵ヶ辻・金澤表参道バス停
  - 東別院表参道口から武蔵ヶ辻・金澤表参道までの間はフリー乗降区間である。

北鉄バス武蔵ヶ辻・近江町市場バス停の4番（金澤表参道口）のりばが町内に位置する。

### 道路
- 石川県道13号金沢停車場線

## 施設
- 黒川仏檀店
- 金沢東別院